# Eparquía de San Gregorio de Narek en Buenos Aires
La eparquía de San Gregorio de Narek en Buenos Aires (en latín: Eparchia Sancti Gregorii Narekiani Bonaërensis Armenorum y en armenio: Սուրբ Գրիգոր Նարեկացի առաջնորդություն Բուենոս Այրեսում) es una circunscripción eclesiástica de la Iglesia católica en Argentina. Se trata de una eparquía armenia inmediatamente sujeta a la Santa Sede. Desde el 6 de noviembre de 2024 es sede vacante y su administrador apostólico es el eparca emérito Vartán Waldir Boghossian, de la Pía Sociedad de San Francisco de Sales.

## Territorio y organización

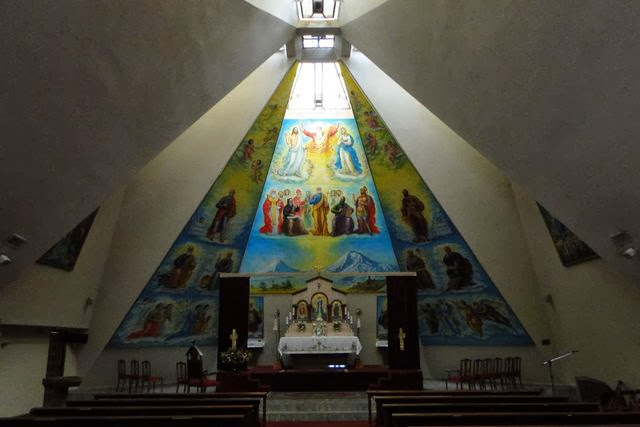
Interior de la Catedral de Nuestra Señora de Narek

La eparquía tiene 2 780 400 km² y extiende su jurisdicción sobre los fieles católicos de rito armenio residentes en Argentina.
La sede de la eparquía se encuentra en la ciudad de Buenos Aires, en donde se halla la Catedral de Nuestra Señora de Narek.
En 2022 en la eparquía existía solo una parroquia, la catedral.
Por no encontrarse dentro del territorio propio de la Iglesia católica armenia, la eparquía no está bajo dependencia del patriarca de Cilicia de los armenios, y se halla inmediatamente sujeta a la Santa Sede. Sus obispos, sin embargo de ser designados por el papa, forman parte del sínodo patriarcal armenio y están sujetos al patriarca en los asuntos de su propio rito.

## Historia
En la inmigración de armenios a Argentina se reconocen tres oleadas iniciales. Entre 1894 y 1896 comenzaron a llegar a Argentina los primeros católicos armenios escapando de las persecuciones y matanzas ordenadas por el sultán Abdul Hamid II del Imperio otomano. Entre 1909 y 1913 llegó otra oleada producto de las persecuciones y matanzas perpetradas por los Jóvenes Turcos —como la Masacre de Adana en 1909—. Entre 1921 y 1923 la emigración se produjo a causa de la entrega a Turquía y evacuación del "hogar armenio de Cilicia" creado por las potencias occidentales en 1918.
En 1922 llegó por un año a Argentina el primer sacerdote armenio católico —de apellido Hantouch— de la Congregación Misionera del Convento de Bzommar en el Líbano, quien informó sobre la presencia de emigrados armenios católicos. En 1924 el patriarca armenio y la Santa Sede enviaron al sacerdote Juan Bautista Kazezian, quien comenzó la organización de la Iglesia armenia católica en Argentina. Kazezian publicó hasta su muerte en 1958 el mensuario La Revista Armenia. En 1959 fue sucedido como párroco por el sacerdote Narciso Karabachian, asistido por los sacerdotes Pedro Kavukyan y Jorge Yiguerimian (el primer sacerdote armenio nacido en Buenos Aires).
El 8 de noviembre de 1942 el arzobispo de Buenos Aires, cardenal Santiago Luis Copello, autorizó a Nuestra Señora de la Paz como capilla provisoria para la celebración del culto armenio en la propiedad donde en octubre de 1971 se comenzó a construir la iglesia Nuestra Señora de Narek (consagrada el 23 de noviembre de 1980).
En 1954 la comunidad armenia recibió la visita del obispo Cirilo Zohrabian. El 19 de febrero de 1959 el papa erigió el ordinariato para los fieles de rito oriental de Argentina para la atención pastoral de los fieles católicos de ritos orientales desprovistos de ordinario propio, en el que quedaron comprendidos los católicos armenios, designando al arzobispo de Buenos Aires como ordinario. En 1960 el ordinario erigió la parroquia Nuestra Señora de Narek en Buenos Aires.
En 1967 la comunidad armenia recibió la visita del obispo Jorge Layekian. En diciembre de 1969 el párroco armenio de Montevideo, Pascual Tekeyan, fue designado por la Santa Sede como visitador apostólico armenio para toda América Latina, permaneciendo en esa función hasta 1981.  De 1970 a 1980 el párroco es Clemente Maldjian.
El exarcado apostólico armenio de América Latina y México fue erigido por el papa Juan Pablo II el 3 de julio de 1981 con sede en Buenos Aires, y con jurisdicción personal sobre todos los armenios católicos de América Latina, aunque solo contó con parroquias en Buenos Aires, São Paulo, y Montevideo. Ese mismo día fue designado el salesiano Vartán Waldir Boghossian como exarca apostólico. La catedral fue inaugurada en 1981. El patriarca Hemaiag Pedro XVII Ghedighian (1976-1982) visitó dos veces a la comunidad armenia de Argentina y el patriarca Juan Pedro XVIII Kasparian lo hizo en 1983 y 1988.
El 18 de febrero de 1989 Juan Pablo II separó el territorio de la República Argentina del exarcado apostólico armenio de América Latina y México, y erigió la eparquía con la bula Cum Christifideles ritus Armeni in Republica Argentina. El obispo Vartán Waldir Boghossian fue designado al frente de la eparquía a la vez que retuvo el cargo de exarca apostólico de América Latina y México.
El 4 de julio de 2018 el papa Francisco aceptó la renuncia de Boghossian como obispo de la eparquía de San Gregorio de Narek en Buenos Aires y del exarcado apostólico armenio de América Latina y México y nombró obispo de ambas jurisdicciones eclesiásticas al cura párroco de la catedral armenia católica Nuestra Señora de Narek de Buenos Aires, el arcipreste Pablo León Hakimian. Boghossian fue nombrado por el papa administrador apostólico de la eparquía y del exarcado hasta la toma de posesión del nuevo obispo. 
El sábado 29 de septiembre de 2018 en la iglesia San Nicolás de Tolentino del Pontificio Colegio Armenio Levonian en Roma, Hakimian recibió la ordinación episcopal por la imposición de manos de Gregorio Pedro XX Ghabroyan, patriarca de la Gran Casa de Cilicia y Catolicós de Todos los Armenios Católicos, asistido por Boghossian y por Assadourian, obispo auxiliar de Beirut, en presencia del cardenal Leonardo Sandri, prefecto de la Sagrada Congregación para las Iglesias Orientales.

## Estadísticas
Según el Anuario Pontificio 2023 la eparquía tenía a fines de 2022 un total de 16 760 fieles bautizados.
| Año                                                                             | Población            | Población | Población      | Sacerdotes | Sacerdotes    | Sacerdotes    | Bautizados por sacerdote | Diáconos permanentes | Religiosos | Religiosos | Parroquias |
| Año                                                                             | Bautizados católicos | Total     | % de católicos | Total      | Clero secular | Clero regular | Bautizados por sacerdote | Diáconos permanentes | Varones    | Mujeres    | Parroquias |
| ------------------------------------------------------------------------------- | -------------------- | --------- | -------------- | ---------- | ------------- | ------------- | ------------------------ | -------------------- | ---------- | ---------- | ---------- |
| 1990                                                                            | 14 000               | ?         | ?              | 5          | 3             | 2             | 2800                     |                      | 2          |            | 1          |
| 1999                                                                            | 16 000               | ?         | ?              | 4          | 3             | 1             | 4000                     |                      | 1          |            | 1          |
| 2000                                                                            | 16 000               | ?         | ?              | 3          | 2             | 1             | 5333                     |                      | 1          |            | 1          |
| 2001                                                                            | 16 000               | ?         | ?              | 2          | 1             | 1             | 8000                     |                      | 1          |            | 1          |
| 2002                                                                            | 16 000               | ?         | ?              | 2          | 1             | 1             | 8000                     |                      | 1          |            | 1          |
| 2003                                                                            | 16 000               | ?         | ?              | 1          |               | 1             | 16 000                   |                      | 1          |            | 1          |
| 2004                                                                            | 16 000               | ?         | ?              | 1          |               | 1             | 16 000                   |                      | 1          |            | 1          |
| 2009                                                                            | 16 000               | ?         | ?              | 1          | 1             |               | 16 000                   |                      | 1          |            | 1          |
| 2010                                                                            | 16 000               | ?         | ?              | 1          |               | 1             | 16 000                   |                      |            |            | 1          |
| 2012                                                                            | 16 600               | ?         | ?              | 2          | 2             |               | 8000                     |                      |            |            | 1          |
| 2017                                                                            | 16 000               | ?         | ?              | 2          | 2             | 0             | 8000                     |                      |            |            | 1          |
| 2020                                                                            | 16 460               | ?         | ?              | 1          | 1             | 0             | 16 460                   |                      |            |            | 1          |
| 2022                                                                            | 16 760               | ?         | ?              | 1          | 1             |               | 16 760                   |                      |            |            | 1          |
| Fuente: Catholic-Hierarchy, que a su vez toma los datos del Anuario Pontificio. |                      |           |                |            |               |               |                          |                      |            |            |            |

## Episcopologio

### Visitador apostólico para toda América Latina
- Pascual Tekeyan (diciembre de 1969-3 de julio de 1981)

### Exarca armenio para América Latina
- Vartán Waldir Boghossian, S.D.B. (3 de julio de 1981-4 de julio de 2018)

### Eparcas
- Vartán Waldir Boghossian, S.D.B. (18 de febrero de 1989-4 de julio de 2018 retirado)
- Pablo Hakimian (4 de julio de 2018-6 de noviembre de 2024 falleció)
  - Vartán Waldir Boghossian, S.D.B., desde el 31 de marzo de 2025 (administrador apostólico)